# 石井竜太
石井 竜太（いしい　りゅうた、1987年12月31日 - ）は、千葉県出身の日本の柔道選手。階級は100kg超級。身長193 cm、体重135kg。現在はJRA所属。得意技は大外刈。

## 人物
柔道は10歳の時に始めた。勝浦中学から東海大浦安高校へ進むと、3年の時にはインターハイ団体戦で2位となった。東海大学に進学後、全日本ジュニアに優勝して世界ジュニアに出場するが、準決勝でフランスのテディ・リネールに大外返で敗れるなどして5位に終わった。その後、学生優勝大会では2度優勝を果たした。また、学生体重別では2度3位となった。
卒業後JRAに入職すると、2010年の選抜体重別では3位となった。2011年4月のアジア選手権では3位だった。11月の講道館杯決勝では棟田康幸から大外刈で有効を取って初優勝を果たした。しかし、12月のグランドスラム・東京では準々決勝でウズベキスタンのアブドゥロ・タングリエフに裏投で敗れて5位だった。続くグランプリ・青島でも5位にとどまった。
2012年2月にはグランドスラム・パリに出場するが、3回戦で地元フランスのリネールに大外刈で敗れた。続くグランプリ・デュッセルドルフでは初戦でジョージアのアダム・オクルアシビリに大内返で敗れた。4月の全日本選手権では準々決勝で新日鉄の高橋和彦を大外刈で破ると、準決勝で国士舘大学教員の鈴木桂治から内股で技ありを取った後に指導3を奪い総合勝ちするなど、100超級のオリンピック代表候補をことごとく破って決勝まで進んだ。しかし、決勝は90kg級の選手である千葉県警の加藤博剛に隅落で一本負けを喫して優勝はならなかった。
2013年の全日本選手権では準決勝で天理大学職員の穴井隆将に開始14秒の体落で一本負けして3位にとどまった。
ケガからの本格的な復帰戦となった2015年の全日本選手権では、準々決勝で旭化成の西潟健太と対戦し合技で敗れるも5位となった。

## 主な戦績
- 2005年 -　インターハイ　団体戦　2位
- 2006年 -　チェコジュニア国際　優勝
- 2006年 -　ドイツジュニア国際　優勝
- 2006年 -　全日本ジュニア　優勝
- 2006年 -　世界ジュニア　5位
- 2007年 -　学生体重別　3位
- 2008年 -　学生優勝大会　優勝
- 2008年 -　学生体重別　3位
- 2009年 -　学生優勝大会　優勝
- 2010年 -　選抜体重別　3位
- 2008年 -　東アジア選手権　2位
- 2011年 -　アジア選手権　個人戦　3位　団体戦　2位
- 2011年 -　実業選手権　優勝
- 2011年 -　講道館杯　優勝
- 2011年 -　グランドスラム・東京　5位
- 2011年 -　グランプリ・青島　5位
- 2012年 -　全日本選手権　2位
- 2013年 -　全日本選手権　3位
- 2013年 -　選抜体重別　3位
- 2013年 - グランドスラム・モスクワ 5位
- 2015年 - 全日本選手権 5位
- 2016年 - 実業団体 優勝

(出典、JudoInside.com)。